# Präsidentschaftswahl in Ghana 1965
Die Präsidentschaftswahl in Ghana 1965 fand nach der Auflösung der Nationalversammlung am 25. Mai 1965 durch Präsident Kwame Nkrumah statt. Am Tag nach der Parlamentswahl am 9. Juni – es handelte sich um eine Scheinwahl, bei welcher die Convention People’s Party als einzige zugelassene Partei antreten durfte und alle 198 Mandate der Nationalversammlung gewann – wurde Nkrumah durch die Nationalversammlung als Präsident wiedergewählt.
| Präsidentschaftskandidat | Partei | Partei                    | Stimmen                                                      |
| ------------------------ | ------ | ------------------------- | ------------------------------------------------------------ |
| Kwame Nkrumah            |        | Convention People’s Party | ohne Gegenkandidat von der Nationalversammlung wiedergewählt |

Am 24. Februar 1966 entmachtete der Nationale Befreiungsrat durch einen Militärputsch die seit dem verfassungsändernden Referendum am 31. Januar 1964 im Einparteiensystem regierende Convention People’s Party unter Präsident Nkrumah.